# ラーナナ

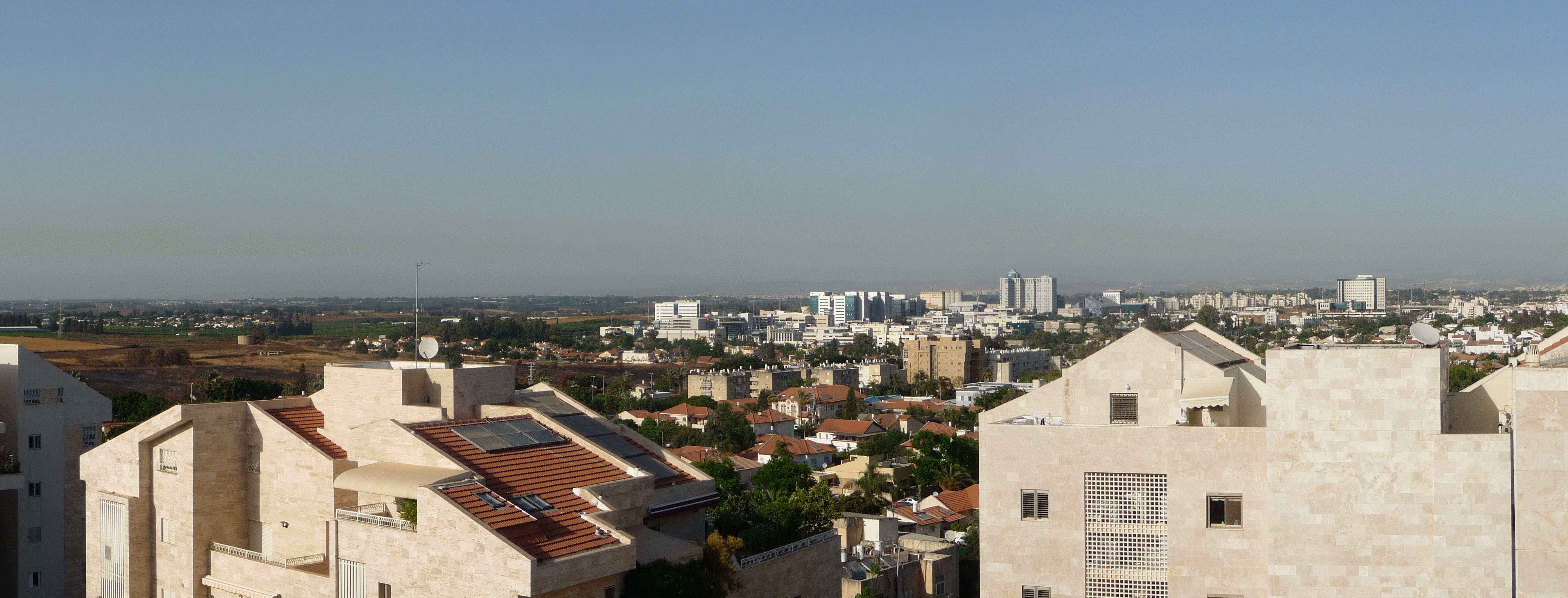
ラーナナの工業地帯

ラーナナ（ヘブライ語：רַעֲנָנָּה）は、イスラエルのシャロン平野南部の中心にある都市である。中央地区に属している。東はクファル・サバ、南西はヘルツリーヤと接している。2017年の人口は72,810人であった。住民の大半はアメリカ合衆国とヨーロッパからの移民である。
ラーナナのハイテク工業団地には、グローバル企業や地元の新興企業が多く存在する。2005年に世界保健機関により「グリーンシティ」賞が贈られた。
2024年1月15日、住民らがテロ攻撃を受けて女性1人が死亡、17人が負傷。イスラエル警察が拘束した容疑者2人は、パレスチナ自治区ヨルダン川西岸の住民であった。